# Жак Майол
Жак Майол (на френски: Jacques Mayol) е френски гмуркач, многократен световен шампион и рекордьор по фрийдайвинг (гмуркане и подводно плуване).

## Биография
Роден е в Шанхай, Китай на 1 април 1927 г. През 1957 г. заминава със семейството си за Маями, където започва работа в местния аквариум.
През 1966 г. се среща с Енцо Майорка на Бахамите, където надминава тогавашния му рекорд и достига до 66 м дълбочина със собствен запас от въздух.
През 1983 г. се връща в Марсилия, където се запознава с режисьора Люк Бесон, който му представя проекта за филм, озаглавен „Le Grand Bleu“ („Дълбоко синьо“), вдъхновен от живота на Жак Майол и на Енцо Майорка. Жак е консултант на режисьора и участва в написването на сценария. Неговата роля се играе от актьора Жан-Марк Бар, а на Енцо – от Жан Рено. Впоследствие обаче, нито един от двамата апнеисти не оценява филма.
През 1986 г. пише книга със заглавие „Homo Delphinus“ („Делфинът в човека“), в която излага възгледите си относно проблемите на опазването на световния океан и неговото място в живота на човечеството.
На 22 декември 2001 г. слага край на живота си като се обесва в къщата си в Калон, община Каполивери, на остров Елба, Италия, където живее през последните 30 г. от живота си.

## Рекорди
Привърженик на йога, той прилага йога техники за контрол на дишането, а през 1983 г. във водите край остров Елба, поставя рекорд, ставайки първия гмуркач в света, слязъл на 105 м дълбочина чрез апнея (на старогръцки: ἄπνοια, букв. „безветрие“; „отсъствие на дишане“).
Най-забележителен при Майол е фактът, че при гмуркане намалява пулса си от 70 до 20 удара в минута. В медицината е доказано, че тази брадикардия довежда обикновен човек до внезапна загуба на съзнание, а често и до смърт.
Най-важните му рекорди в гмуркането са през:
- 1966 г. – 60 м
- 1976 г. – 100 м
- 1983 г. – 105 м (на 55-годишна възраст)